# Hans-Wilhelm Bertram
Hans-Wilhelm Bertram (17 de maio de 1918 - 1 de outubro de 2007) foi um oficial alemão que serviu durante a Segunda Guerra Mundial. Foi condecorado com a Cruz de Cavaleiro da Cruz de Ferro.

## Condecorações
| Cruz de Ferro 2ª Classe                                  |
| Cruz de Ferro 1ª Classe                                  |
| Cruz de Cavaleiro da Cruz de Ferro 14 de janeiro de 1945 |